# Rio Curiţa
O Rio Curiţa é um rio da Romênia, afluente do Caşin, localizado no distrito de Bacău.